# Kepler-45
Kepler-45, trước đây được gọi là KOI-254, là một ngôi sao ở phía bắc chòm sao Thiên Nga. Nó nằm ở tọa độ thiên thể: thăng thiên bên phải 19h 31m 29,495s, độ nghiêng +41° 03′ 51,37″. Với độ lớn trực quan biểu kiến là 16,88, ngôi sao này quá mờ để có thể nhìn thấy bằng mắt thường.

## Hệ hành tinh
| Thiên thể đồng hành (thứ tự từ ngôi sao ra) | Khối lượng | Bán trục lớn (AU) | Chu kỳ quỹ đạo (ngày) | Độ lệch tâm | Độ nghiêng | Bán kính |
| ------------------------------------------- | ---------- | ----------------- | --------------------- | ----------- | ---------- | -------- |
| b                                           | 0.5505 MJ  | 0.030             | 2.455239              | —           | —          | 11 R🜨    |